# Ruimtetijd
In de theoretische natuurkunde is de ruimtetijd een vierdimensionale structuur waarin de drie ruimtedimensies van ons universum samen met de tijd geïntegreerd zijn in één model. Deze verenigde visie vloeit voort uit de relativiteitstheorie, die stelt dat ruimte en tijd niet los van elkaar staan, maar met elkaar verweven zijn.

## Ruimtetijd en de speciale relativiteitstheorie
Albert Einstein stelde in zijn speciale relativiteitstheorie dat het niet mogelijk is over ruimte en tijd als twee afzonderlijke entiteiten te spreken, maar dat er slechts één entiteit bestaat, namelijk de ruimtetijd, die alle gebeurtenissen in het verleden, heden en toekomst in ons heelal bevat. De tijd is daarbij een dimensie net als de andere, die echter op menselijke schaal anders wordt ervaren. De vier dimensies worden vaak ook in dezelfde eenheid gemeten: door de vaststaande lichtsnelheid komt 299 792 458 meter overeen met 1 seconde.
Deze visie wijkt af van de klassieke ruimte volgens Euklides en Newton, met een absolute tijd, en een positie afhankelijk van het inertiaalstelsel en de tijd, en van de theorie van het bestaan van stilstaande ether, en daarmee ook een absolute ruimte.

## Krommingen in de ruimtetijd
De Einstein-vergelijking beschrijft hoe de ruimtetijd wordt "gekromd" door de in het heelal aanwezige materie en energie, hoofdzakelijk in de vorm van sterren en planeten. Daarbij geldt:
1. Snelheid is altijd relatief.
2. Zwaartekracht en kromming van de ruimtetijd komen op hetzelfde neer, het zogeheten equivalentieprincipe: een kromme baan door de ruimtetijd als gevolg van zwaartekracht komt op hetzelfde neer als een rechte lijn (geodeet) door de gekromde ruimte.

Doordat licht, dat vermoedelijk geen enkele massa bezit, met de grootst mogelijke snelheid door de ruimtetijd beweegt, is het onmogelijk om sneller dan het licht te reizen. Om soortgelijke redenen is ook de doorsnede van het volledige heelal vermoedelijk veel groter dan 13,7 miljard lichtjaar, een waarde die alleen is gebaseerd op de afstand tot de verst waarneembare sterrenstelsels en de geschatte leeftijd van het heelal.

## Ruimtetijd in de snaartheorie
De snaartheorie is een nieuw en speculatief geheel van mathematisch-fysische theorieën dat een mogelijke richting aangeeft voor een unificatie van de bestaande kwantumveldentheorieën en algemene relativiteitstheorie, maar alleen wiskundig consistent is voor specifieke aantallen ruimte-tijddimensies: 10, 11 of 26. Deze andere dimensies zijn dan niet waar te nemen doordat ze 'opgerold' zouden zitten in de kleinste deeltjes materie.

## Historische oorsprong

### Niet-wiskundige noties van een geünificeerde ruimtetijd
Philo merkte op dat tijd een resultaat is van de ruimte (heelal/wereld) en dat 'God' de ruimte schiep, wat erin resulteerde dat gelijktijdig of onmiddellijk daarna de tijd ook ontstond.
De Inca's beschouwden ruimte en tijd als een enkel concept dat zij pacha noemden. De volkeren van de Andes hebben dit begrip tot nu in ere gehouden; het woord pacha komt nog steeds in de talen Quechua en Aymara voor.
Het idee van een verenigde ruimtetijd vindt men bij Edgar Allan Poe in zijn essay over de kosmologie met de titel Eureka (1848). Poe schreef dat "Ruimte en duur één zijn." In 1895 schreef H.G. Wells in zijn roman, The Time Machine, "Er is geen verschil tussen de tijd en een van de drie dimensies van de ruimte, behalve dat ons bewustzijn zich langs de tijd beweegt."

### Wiskundige concepten
De eerste verwijzing naar ruimtetijd als een wiskundig concept kwam in 1754 van Jean le Rond d'Alembert in zijn artikel Dimension in de Encyclopedie. Een andere vroege onderneming was die van Joseph-Louis Lagrange in zijn Theorie van de analytische functies (1797, 1813). Hij zei: "Men kan de mechanica zien als een meetkunde van vier dimensies en de mechanische analyse als een uitbreiding van de meetkundige analyse".
Na de ontdekking van quaternionen was William Rowan Hamiltons commentaar: "Van de tijd zegt men dat deze slechts één dimensie heeft, en dat de ruimte drie dimensies heeft. ... De wiskundige quaternion neemt deel in beide elementen; in technische taal kan worden gezegd dat de quaternion 'tijd plus ruimte' of 'ruimte plus tijd' is: en in deze zin heeft het, of impliceert het op zijn minst een verwijzing naar vier dimensies. En hoe "the One of Time, of Space the Three, Might in de Chain of Symbols girdled be." Meer dan een halve eeuw vóór de formele relativiteitstheorie speelden Hamiltons biquaternionen, die voldoende algebraïsche eigenschappen hebben om de ruimtetijd en haar symmetrie te modelleren, al een rol. William Kingdon Clifford merkte bijvoorbeeld de relevantie ervan op.
Een andere belangrijke aanloop naar de ruimtetijd was het werk van James Clerk Maxwell, die partiële differentiaalvergelijkingen gebruikte om de elektrodynamica met vier parameters te ontwikkelen. Lorentz ontdekte in de late 19e eeuw enkele invarianties in de wetten van Maxwell. Deze invarianties lagen aan de basis van Einsteins speciale relativiteitstheorie. Fictie-auteurs speelden, zoals hierboven reeds vermeld, ook een rol. De tijd en de ruimte zijn altijd gemeten met behulp van reële getallen, en de suggestie dat de dimensies van ruimte en tijd vergelijkbaar zijn, zou opgeworpen kunnen zijn door de eerste mensen die de natuurkunde geformaliseerd hebben. Uiteindelijk zouden de tegenstellingen tussen de wetten van Maxwell en de Galileaanse relativiteit tot uiting komen met de realisatie van het belang van de eindigheid van de lichtsnelheid.
Hoewel ruimtetijd kan worden gezien als een gevolg van Albert Einsteins theorie van de speciale relativiteitstheorie uit 1905 werd de ruimtetijd voor het eerst expliciet wiskundig voorgesteld door een van zijn leraren, de wiskundige Hermann Minkowski, die in een essay uit 1908 voortbouwde op en het werk van Einstein uitbreidde. Zijn concept van de Minkowski-ruimte is de eerste behandeling van ruimte en tijd als twee aspecten van een geünificeerd geheel, de essentie van de speciale relativiteitstheorie. Het idee van de Minkowski-ruimte heeft er ook toe geleid dat de speciale relativiteitstheorie op een meer meetkundige manier werd bekeken, dit meetkundig gezichtspunt van de ruimtetijd was ook belangrijk in de algemene relativiteitstheorie. (Voor een Engelse vertaling van Minkowski's artikel, zie Lorentz et al. 1952) De dertiende editie (1926) van de Encyclopædia Britannica bevatte een artikel van Einstein met de titel Space-Time.
Oorspronkelijk werden voor ruimtetijdposities coördinaten gebruikt waarbij de tijd door een imaginair getal werd weergegeven, {\displaystyle (x_{1},x_{2},x_{3},x_{4})=(x,y,z,ict)}, maar tegenwoordig worden weer reële getallen gebruikt.

## Basisbegrippen
Ruimtetijden zijn de arena's waarin alle natuurkundige gebeurtenissen plaatsvinden - een gebeurtenis is een punt in de ruimtetijd, dat wordt gespecificeerd door tijd en plaats. De beweging van planeten rondom de zon kan bijvoorbeeld worden beschreven in een bepaald type ruimtetijd, net zoals de beweging van het licht rondom een roterende ster in een ander type van de ruimtetijd kan worden beschreven. De basiselementen van de ruimtetijd zijn gebeurtenissen. In elke gegeven ruimtetijd is een gebeurtenis een unieke positie op een uniek tijdstip. Omdat gebeurtenissen ruimtetijdpunten zijn, is {\displaystyle (x,y,z,t)}, de locatie van een elementair (puntvormig) deeltje op een bepaald tijdstip, in de klassieke relativistische natuurkunde een voorbeeld van een gebeurtenis. Een ruimtetijd kan op dezelfde manier, zoals een lijn de vereniging van al haar punten is, als de vereniging van alle gebeurtenissen worden gezien. In de speciale relativiteitstheorie is de ruimtetijd de Minkowski-ruimte (een vectorruimte). In de algemene relativiteitstheorie is de ruimtetijd een lorentz-variëteit die lokaal min of meer kan worden benaderd door een vectorruimte, met een lokaal coördinatenstelsel.
Een ruimtetijd is onafhankelijk van enige waarnemer. In het beschrijven van natuurkundige fenomenen (die zich op bepaalde momenten van de tijd in een bepaalde gebied van de ruimte voordoen) kiest iedere waarnemer een hem goed uitkomend metrisch assenstelsel. Gebeurtenissen worden gespecificeerd door vier reële getallen in enig coördinatenstelsel. De trajecten van de elementaire (puntgelijke) deeltjes door ruimte en tijd zijn dus een continuüm van gebeurtenissen, die de wereldlijn van het deeltje worden genoemd. Uitgebreide of samengestelde objecten (die uit vele elementaire deeltjes bestaat) zijn dus een vereniging van vele, op grond van hun interacties in de ruimtetijd in elkaar vervlochten wereldlijnen tot een "wereldvlechtwerk" (wat een fascinerend verband met de mythe van de Schikgodinnen toelaat).
In de natuurkunde is het echter gebruikelijk om een uitgebreid object als een "deeltje" of "veld" te behandelen met op elk gegeven moment zijn eigen unieke (bijvoorbeeld puntmassa) positie, zodat de wereldlijn van een deeltje of lichtstraal het pad is, dat dit deeltje of lichtstraal in de ruimtetijd volgt en dit pad vertegenwoordigt de geschiedenis van het deeltje of de lichtstraal. De wereldlijn van de baan van de aarde wordt in een dergelijke beschrijving afgebeeld in twee ruimtelijke dimensies x en y (het vlak van de baan van aarde) en één tijdsdimensie orthogonaal op x en y. Op zich wordt de baan van de Aarde door een ellips in de ruimte beschreven, haar wereldlijn is echter een helix in de ruimtetijd.
De unificatie van ruimte en tijd wordt geïllustreerd door de gangbare praktijk van de selectie van een metriek (de maat die het interval tussen twee gebeurtenissen in de ruimtetijd specificeert), zodanig dat alle vier dimensies in termen van eenheden van afstand worden gemeten: een gebeurtenis weergevend als {\displaystyle (x_{0},x_{1},x_{2},x_{3})=(ct,x,y,z)}, waar c de lichtsnelheid is. De metrische beschrijvingen van de Minkowski-ruimte en ruimteachtige, lichtachtige en tijdachtige intervallen hieronder volgen deze conventie, net zoals de conventionele formuleringen van de Lorentz-transformatie.

## Diagrammen

### Trampolinemodel

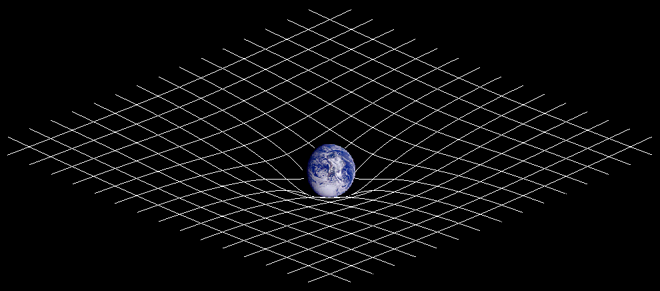
Een tweedimensionale analogie van de ruimtetijddistortie. Materie verandert de meetkunde van de ruimtetijd, waarbij de (gekromde) meetkunde wordt geïnterpreteerd als zwaartekracht. De witte lijnen geven niet de kromming van de ruimte weer, maar laten in plaats daarvan het coördinatensysteem zien dat opgelegd wordt aan de gekromde ruimtetijd. In een vlakke ruimtetijd zou dit coördinatensysteem uit een regelmatig, rechtlijnig rooster bestaan.

In een veel gebruikt model wordt een raster ingedrukt (gekromd) door de massa van de aarde. Een kogel die hierin geworpen wordt zal een baan om de aarde gaan draaien. Wetenschappelijk is dit echter een verkeerd model en het kan niet worden gebruikt voor berekeningen of conclusies.

### Minkowski-diagram
Een grafische vorm van de ruimtetijd is het Minkowski-diagram. In de ruimtetijd is de tijd een vierde dimensie. Door de tijd te vermenigvuldigen met de vaste lichtsnelheid c, krijgt de tijdas dezelfde dimensie als de ruimte-assen. Het diagram beperkt zich tot twee dimensies: de tijdas en één ruimte-as. Stel een waarnemer en een appel zweven naast elkaar in de ruimte. Omdat de tijd constant doorloopt, verplaatsen beide zich in de tijdas met de lichtsnelheid. Als de appel beweegt ten opzichte van de waarnemer, dan draait de tijdas van de appel (grijs) ten opzichte van de waarnemer (zwart). De ruimte-as draait evenveel, maar in tegengestelde richting. Daardoor ontstaat een scheef assenstelsel. In het Minkowski-diagram heeft iedere gebeurtenis in ruimte en tijd een vaste plaats.